# انفجار المصنع الكيميائي في شيانغشوي 2019
في 21 مارس 2019، وقع انفجار كبير في مصنع جيانغسو-تينجاي للمواد الكيماوية في مدينة يانتشنغ في مقاطعة شيانغشوي شرق الصين، مخلّفاً 78 قتيلاً و 617 جريحًا.
كشف مركز شبكات الزلازل الصينية (CENC) أن هذا الانفجار قد تسبب بحدوث زلزال قوته 2.2 على مقياس ريختر ووجد أن مركز الانفجار يقع في الإحداثيات (119 درجة شمال-34.3 درجة شرق) .

## خلفية الأحداث
يقع المصنع في مدينة يانتشنغ في منطقة صناعية تُديرها شركة تيانجياها للكيماويات (Tianjiayi Chemical) ويستخدم لإنتاج الأسمدة أو المبيدات الحشرية. وقد ذكرت بعض المصادر الإخبارية أن المصنع ينتج مواد كيميائية عضوية بما في ذلك بعض المركبات شديدة الاشتعال. سبق أن عوقبت الشركة المشغلة للمصنع ست مرات بسبب مخالفتها قوانين الحماية من التلوث وإدارة النفايات، وقد ذكرت صحيفة تشاينا ديلي عن وجود غرامات مترتبة على الشركة بسبب القصور في إجراءات الأمن السلامة في المصنع.
تعرضت المصانع التي تشغلها الشركة إلى انفجارات وحوادث عديدة في السابق، ففي 27 نوفمبر 2007، وقع انفجار في أحد المصانع في منطقة الصناعات الكيميائية في شنغهاي، مما أدى لوقوع 7 قتلى والعديد من الجرحى. وفي 23 نوفمبر 2010، أصيب أكثر من ثلاثين شخص بالتسمم نتيجة لإطلاق الغازات السامة. وفي صباح يوم 10 فبراير 2011، أدت شائعات عن احتمال إطلاق مواد كيميائية سامة وحدوث انفجارات وشيكة في منطقة شنغهاي للصناعة الكيميائية إلى إجلاء أكثر من 10,000 من السكان المذعورين في مدينتي شنغهاي وشيانغانغ مما أدى إلى وفاة أربعة أشخاص نتيجة التزاحم وإصابة العديد منهم بجراح. و18 مايو ومرة أخرى في 26 يوليو 2011، وقعت عدة انفجارات في مصانع محلية. 

### الانفجار
الانفجار الذي حدث في شهر مارس في مصنع جيانغسو-تينجاي للمواد الكيماوية، حدث في الساعة 14:48 بالتوقيت المحلي (06:48 بتوقيت جرينتش). قُتل 78 شخصًا وأصيب 94 شخصًا على الأقل بجروح خطيرة، منهم 32 شخص وصفت حالتهم بالحرجة. أدخل حوالي 640 شخصًا إلى المستشفيات للعلاج ونقل 16 شخص إلى مستشفى آخر. ومن بين المصابين كان هناك أطفال في روضة محلية.  
تسببت قوة الانفجار في اشتعال العديد من الحرائق في مدينة يانتشنغ، ودمرت العديد من المباني، وتحطمت النوافذ على بعد 6 كم من الانفجار بسبب شدته. تمت السيطرة على الحريق في الساعة 03:00 بالتوقيت المحلي. لحقت أضرار كبيرة بالمصانع المجاورة والمكاتب القريبة؛ وتم العثور على سطح مصنع هينجليدا للكيماويات على بعد 3 كم من الانفجار، قتل شخص واحد على الأقل في مبنى مجاور نتيجة الأنفجار. وتضررت منازل السكان وغيرها من المباني في مدن هايآن وشادانغ وفي القرى الواقعة على مسافة قريبة من الانفجار. كان هذا الانفجار شديدا جدا لدرجة أنه تم قياسه على مرصد الزلازل وشوهد بالإقمار الصناعية. أدى الانفجار إلى إحداث فوهة في الأرض وتسبب بزلزال قوته 2.2 على مقياس ريختر وأشتعلت العديد من الحرائق التي تطلبت 900 من رجال الإطفاء للسيطرة عليها واخمادها.

## ما بعد الحادث
بدأ البحث عن الناجين اعتبارًا من 23 مارس (أي بعد يومين من وقوع الحادث)؛ تم إنقاذ أحد الأشخاص من موقع الانفجار في صباح يوم 23 مارس، وأعتبر 28 شخص في عداد المفقودين ولاحقا تم العثور على جثث 25 منهم. طبقًا لمكتب حماية البيئة في جيانغسو، كانت مستويات البنزين والتولوين والزيلين التي تمت مراقبتها في المنطقة ضمن المعدلات الطبيعية، وكانت مستويات الأسيتون والكلوروفورم خارج منطقة الانفجار ضمن الحدود الطبيعية أيضا. 
في المقال الذي نشرته صحيفة «ساوث تشاينا مورنينج بوست» بعنوان «آثار الدمار ما بعد انفجار مصنع المواد الكيميائية» ذكرت الصحيفة أن الانفجار قد خلف 64 قتيلا على الأقل و 640 جريح، ووجد أن مياه 3 أنهار تحتوي على نسب عالية من ثنائي كلورو الإيثان تزيد بمقدار الضعفين عن الحدود المسموح بها وتحتوي أيضا على ثنائي كلورو الميثان تزيد بمقدار 8 أضعاف عن الحدود المسموح بها طبقا لمعايير جودة المياه ومواصفاتها.
الحفرة التي نتجت بسبب هذا الانفجار والبالغ طولها 170 متر وعمقها حوالي مترين تم إعادة ملؤها بالأتربة كي لا تصبح مكرهه صحية وتنشر الأوبئة والروائح الكريهة إلى المناطق المجاورة. تسبب الانفجار في هدم المصنع بالكامل وتسويته بالأرض هذا بالإضافة إلى إصابة 16 مصنع بأضرار متفاوتة تقع كلها على مسافة قريبة من الانفجار.